# Новый Русский общевоинский союз
Новый Ру́сский общево́инский сою́з (Новый РОВС, ранее I Отдел РОВС в России) — организация в Российской Федерации, объявивший о самостоятельности филиал белоэмигрантского РОВС, продолживший существование после прекращения деятельности материнской организации.

## История

### Создание филиала РОВС
В 1992 руководитель РОВС Владимир Гранитов начал переносить деятельность организации в Россию. В 1993 году руководство РОВС за рубежом открыло в России представительство, а 22 февраля 1996 года 1-й отдел.
В 1990—2000 годы отдел РОВС в России, в отличие от материнской организации, не поддержал предложения русского зарубежья о прекращении борьбы, примирении и сотрудничестве с установленной в России после 1991 года властью. Это противостояние вылилось в призывы со стороны части русского зарубежья к закрытию РОВС и других старых эмигрантских организаций как утративших свою актуальность.
После смерти в 2000 году преемника Гранитова Буткова исполняющим обязанности руководителя организации стал сержант[уточнить], историк-публицист Игорь Иванов, первый представитель «подсоветской России» на этом посту и первый руководитель, не служивший во власовской армии и не имевший родственников-белоэмигрантов. «Почетным председателем» организации остался Ярополк Михеев — живущий в Америке потомок белого генерала.

### Обретение самостоятельности
После кончины недавно избранного председателя Вишневского в 2000 году подавляющим большинством голосов (25 за закрытие, 2 против) согласно пункту 2 Распоряжения председателя РОВС № 8 от 1982 г. «О порядке закрытия РОВС на случай смерти председателя» РОВС был официально закрыт с 4 ноября 2000 года. Начальник 1-го Отдела Игорь Иванов проигнорировал распоряжение и самопровозгласил себя председателем. Бывшим участникам в Москве «для ясности» было предписано именоваться «Новым РОВС». Две воинские организации, не признавшие решения о закрытии РОВС в 2000 году (Всевеликое Войско Донское за Рубежом и Общество Галлиполийцев), объявили о признании закрытия РОВС только в 2015 году «категорически подтвердил» закрытие РОВС и председатель Объединения памяти Российской императорской гвардии князь А. А. Трубецкой.
В 2001 году основан журнал «Вестник РОВС».
В 2004 году было открыто отделение в Украине; им руководил Игорь Родин.
В 2014 году участники РОВС приняли участие в войне на востоке Украины с обеих сторон:
- Родин ушёл воевать на украинской стороне в добровольческий батальон «Донбасс» (впоследствии попал в плен, где его публично опознали бывшие единомышленники)[3].
- 10[12] добровольцев НРОВС (во главе с председателем Союза капитаном Игорем Ивановым) вступили в «ополчение» ДНР[13], где, подчиняясь напрямую Игорю Стрелкову-Гиркину, участвовали в боях за Славянск[14] (в частности в боях под Николаевкой)[12]. Вскоре после отступления из Славянска Иванов в чине майора был назначен на пост начальника Политуправления штаба ДНР, однако в августе[5] (после инспирированных Кургиняном[3] обвинений в симпатиях к генералу Власову[15]) был освобождён Стрелковым от этой должности[5] и занял пост заместителя начальника Главного Штаба Вооружённых Сил ДНР по строевой части[16][неавторитетный источник]. После 5 июля члены РОВС приняли участие в боях за Донецк и Иловайск[источник не указан 173 дня]. В августе-сентябре РОВС покинул ДНР. По заявлению председателя РОВС, причиной этому послужил уход Стрелкова с фронта[4].

В июле 2015 года Иванов возглавил Содружество Ветеранов Ополчения Донбасса (СВОД). В 2017 году СВОД был закрыт из-за отсутствия поддержки со стороны прежних союзников.
С осени того же года Иванов покинул Донбасс и стал официальным представителем Игоря Стрелкова в Северо-Западном регионе и руководителем Северо-Западного отделения ОД «Новороссия». К концу 2015 года между Стрелковым и Ивановым возникли разногласия относительно судьбы монархической идеи в России, что могло стать причиной ухода Иванова с поста представителя ОД «Новороссия».
Также 2015 году Ярополк Михеев опубликовал статью с критикой деятельности председателя российского отделения РОВС Игоря Иванова. Михеев в своей статье заявил, что в своё время действующий атаман Всевеликого Войска Донского за Рубежом первопоходник Николай Васильевич Фёдоров, совместно с действующим тогда председателем РОВС поручиком Гранитовым, ошиблись с выбором в качестве нового руководителя, родившегося и воспитанного в СССР председателя российского отделения РОВС Иванова. В своей статье Михеев заявил, в связи с деятельностью Иванова, о неучастии Всевеликого Войска Донского за Рубежом в деятельности российского отделения РОВС, руководимого Ивановым, и объявил РОВС де-факто закрытым с 2014 года. В ответ Иванов 6 января 2016 года подписал приказ «об отстранении Михеева от должности Почётного Председателя РОВС в связи с грубым нарушением им воинской дисциплины, выразившимся в неисполнении пунктов „а“, „в“, „г“ статьи 18 Положения о Русском Обще-Воинском Союзе, и допущением использования своего имени и должности в провокаторской деятельности против РОВС».
В последующие годы Кремль перешёл к подавлению активности «героев Новоросии», что привело к упадку и маргинализации движения.

## Идеология
Первой и самой главной целью Иванов называет борьбу с коммунизмом. По его мнению, коммунизм должен быть осужден в России точно так же, как на Нюрнбергском процессе был осуждён национал-социализм.
В «нулевых» годах Иванов неоднократно осуждал «чекистско-олигархический», «антидемократический» и «КГБшный» режим Владимира Путина; по его тогдашним словам, «Путинский режим» обязательно падёт, «после чего только армия сможет спасти Россию от хаоса».
Об отрицательном отношении руководства РОВС к политическому курсу, проводимому властями Российской Федерации в девяностые и нулевые свидетельствовало, в частности, заявление РОВС по поводу переноса останков Деникина и Ильина в Москву:

Очевидно, что существующий в Российской Федерации антинациональный режим, активно продолжающий дело разрушения теперь уже последних остатков исторической России, постоянно нуждается в идеологическом прикрытии своих преступлений — как прошлых, так и нынешних. Одновременно наследникам ленинской банды необходимо заблаговременно нейтрализовать и потенциальную опасность возобновления борьбы против неё под знамёнами и лозунгами Русского Белого движения: сегодня Белая Идея является исключительно актуальной и потенциально весьма опасной для путинского и аналогичных ему режимов на территории расчленённой России! Символическое перезахоронение властями Российской Федерации праха бывшего Главнокомандующего ВСЮР ген. Деникина и крупнейшего Белого идеолога профессора Ивана Александровича Ильина как раз и призвано служить этим грязным политическим целям профессиональных фальсификаторов с Лубянки.
— Заявление РОВС «Белую идею не похороните!» по поводу переноса праха Деникина в Москву. Киевский Телеграфъ, октябрь 2005 года 
При этом позже Иванов предпочёл стать лояльным российской власти, пусть даже и форсирующей ресоветизацию и сакрализацию «Великой победы над фашизмом». Он перенаправил критику ресоветизации только в адрес непосредственно коммунистов, а не действующей власти, а относительно второй Мировой решил отмежеваться от прогитлеровской истории РОВС. Журналист Коснтантин Скоркин выделял общее во взглядах Иванова и Игоря Стрелкова (оба принадлежали к субкультуре поклонников Российской империи и имели отношение к современной российской армии): оба скептически оценивали ранний режим Путина как недостаточно националистический и излишне олигархический, следствием чего — неспособный к агрессивной внешней политике и возрождению Империи.
Также Скорин отметил излишнюю принципиальность и наличие своеобразного «кодекса чести» у Иванова, несовместимого с насаждаемой и удобной для Кремля криминализированной и полубандитской атмосферой на серапатистском Донбассе.

### Отношение к Украине
Согласно интервью и видеороликам Иванова, он считал независимость Украины наследием советской власти и поводом, почему антикоммунисты и монархисты должны бороться против её существования; также, по его мнению, война на Донбассе — это гражданская война между русскими людьми, инспирированная Америкой для уничтожения православной цивилизации. В 2015 году Иванов имел уже скептическое отношение к необходимости аннексии Крыма и войны на Донбассе (несмотря на собственное в ней участие).

## Председатели
- 2000—н.в. Иванов (Лискин)[1], Игорь Борисович, бывший начальник 1-го отдела РОВС

### Почётные председатели
- 2000—2003 Фёдоров, Николай Васильевич
- 2004—2016 Михеев, Ярополк Леонидович